# Santa Marija-toren
De Santa Marija-toren (Maltees: Torri ta' Santa Marija, Engels: Saint Mary's Tower) is een wachttoren op het eiland Comino, onderdeel van de Maltese archipel. De toren is in 1618 als één van een serie van zes wachttorens gebouwd door de Orde van Malta. Het doel van de toren was om Comino en langsvarende schepen te kunnen beschermen tegen aanvallen van onder andere de Barbarijse zeerovers. Deze zeerovers hielden zich vaak schuil in een van de vele inhammen van de Maltese archipel. Ook werd de toren gebruikt als communicatiemiddel tussen de eilanden.